# 小行星1001
小行星1001（1001 Gaussia）是一顆圍繞太陽公轉的小行星。
該小行星以德國數學家卡爾·弗里德里希·高斯命名。